# Detroit Auto Club
Detroit Auto Club byl profesionální americký klub ledního hokeje, který sídlil v Detroitu ve státě Michigan. V letech 1945–1951 působil v profesionální soutěži International Hockey League. Klub byl jedním ze čtyř zakládajících členů IHL. Auto Club ve své poslední sezóně v IHL skončil v základní části. Své domácí zápasy odehrával v hale Detroit Olympia s kapacitou 15 000 diváků.
Jednalo se o prvního vítěze Turner Cupu, tým jej získal v sezóně 1945/46.

## Úspěchy
- Vítěz Turner Cupu ( 1× )
  - 1945/46

## Přehled ligové účasti
Zdroj: 
- 1945–1948: International Hockey League
- 1948–1949: International Hockey League (Severní divize)
- 1949–1951: International Hockey League